# Otto von Hügel
Eugen Otto Freiherr von Hügel (Stuttgart, 28 september 1853 - 4 januari 1928) was een Duits militair bevelhebber gedurende de Eerste Wereldoorlog. Hij werd geboren in de hoofdstad van het Koninkrijk Württemberg binnen een familie die nauw verbonden was met het militair apparaat en de koninklijke familie.

## Eerste Wereldoorlog
Hij doorliep vanaf 1870 alle militaire rangen om tot slot generaal van de infanterie te worden. Aan het begin van de Eerste Wereldoorlog werd hij benoemd tot commandant van het XXVI  Reservekorps van het Duitse leger, dat gestationeerd lag in de streek van Roeselare in West-Vlaanderen. Zijn leger was een onderdeel van het 4. Armee. Dat stond onder het bevel van generaal-veldmaarschalk hertog Albrecht van Württemberg, met hoofdkwartier in de nabijgelegen stad Tielt. 
Terwijl de streekbewoners leefden onder de verschrikkingen van zijn leger, resideerde von Hügel in het Kasteel van Rumbeke, dat hij opeiste en comfortabel liet inrichten. Hij was onder meer getuige van de eerste gasaanval en het effect ervan in 1915. Daarvoor had de Duitse legerleiding zich verschanst in Zuidschote.
In 1916 is Hügel bevelhebber tijdens de Slag aan de Somme. In 1918 gaat hij uit dienst maar werd ondertussen toch gehuldigd voor zijn inzet. Zo kreeg hij de onderscheiding Pour le Mérite en het Grootkruis in de Orde van Frederick koning van Württemberg. 
Oskar von Watter volgt Von Hügel in 1918 op als commandant van het XXVI  Reservekorps, van het Duitse leger.

## Militaire loopbaan
- Kadett: 20 september 1868[5]
- Fahnenjunker: 20 juli 1870[5]
- Leutnant: 30 december 1870[5]
- Oberleutnant: 22 mei 1876[5]
- Hauptmann: 24 februari 1885[5]
- Major: 17 september 1892[5]
- Oberstleutnant: 22 mei 1899[5]
- Oberst: 18 maart 1901[5]
- Generalmajor: 22 april 1905[5]
- Generalleutnant: 18 juni 1908[5]
- General der Infanterie: 30 september 1914[5]

## Decoraties
- Pour le Mérite op 28 augustus 1916[6][5]
- Commandeur in de Militaire Orde van Verdienste (Württemberg) op 20 februari 1918[5]
- Orde van de Rode Adelaar, 1e Klasse met Zwaarden
- Grootkruis in de Frederiks-Orde
- IJzeren Kruis 1813, 2e Klasse[5]